# Clarina
Clarina este un gen de molii din familia Sphingidae. 

## Specii
- Clarina kotschyi - (Kollar, 1849)
- Clarina syriaca - (Lederer, 1855)